# Lay Down the Law
Lay Down the Law è il primo album dei Keel, uscito nel 1984 per l'etichetta discografica Shrapnel Records.

## Tracce
1. Thunder and Lightning
2. Lay Down the Law
3. Speed Demon
4. Princess of Illusion
5. Born Ready
6. Metal Generation
7. Till Hell Freezes Over
8. Tonight You're Mine

## Formazione
- Ron Keel - voce, chitarra
- Marc Ferrari - chitarra solista, cori
- Bryan Jay - chitarra solista, cori
- Kenny Chaisson - basso, cori
- Bobby Marks - batteria, cori

### Altri musicisti
- Greg Aldridge - tastiere nelle tracce 1, 7